# Sommera
Sommera  es un género con 18 especies de plantas con flores perteneciente a la familia de las rubiáceas.
Es nativo de  México a Perú.

## Especies seleccionadas
- Somera arborescens Schltdl. (1835).
- Sommera chiapensis Brandegee (1915).
- Sommera donnell-smithii Standl. (1914).